# Zygmunt Sioda
Zygmunt Konstanty Sioda (ur. 18 lutego 1889 w Zelle koło Berlina, zm. 30 października 1944 w obozie koncentracyjnym Gross Rosen) – polski adwokat, działacz społeczny, poseł na Sejm IV kadencji (1935–1938) w II Rzeczypospolitej, członek Zarządu Głównego Związku Weteranów Powstań Narodowych R.P. 14/19.

## Życiorys
Ukończył, zdając maturę w 1907 roku, Gimnazjum im. św. Marii Magdaleny w Poznaniu, następnie studiował prawo na uniwersytetach w Genewie, Paryżu i we Wrocławiu, gdzie zdał egzamin referendarski w 1910 roku. 
Od 1910 do 1914 roku pracował jako referendarz w sądach w Dorum, Lüneburgu i Wrocławiu. 
W latach 1912–1913 odbył służbę wojskową, a w latach 1914–1918 walczył w armii niemieckiej na frontach francuskim, rosyjskim i włoskim. W 1917 roku został dowódcą baterii.
W 1919 roku wziął udział w powstaniu wielkopolskim, walcząc w rejonie Bydgoszczy. W latach 1920–1922 służył w sztabie Dowództwa Okręgu Korpusu Poznań, najpierw jako szef uzbrojenia, następnie zastępca szefa artylerii. Został przeniesiony do rezerwy w 1922 roku w stopniu podpułkownika.
Od 1922 roku pracował jako adwokat w Bydgoszczy. Był prezesem bydgoskiego Koła Adwokatów i delegatem Rady Adwokackiej na okręg bydgoski.
W latach 1926–1933 był radnym miasta Bydgoszczy, prezesem zarządu powiatowego Federacji Polskich Związków Obrońców Ojczyzny oraz wiceprezesem lokalnego koła Związku Oficerów Rezerwy RP.
W wyborach parlamentarnych w 1935 roku został wybrany posłem na Sejm IV kadencji (1935–1938) 37 619 głosami z okręgu nr 100, obejmującego powiaty: bydgoski – miejski, bydgoski, wyrzyski i chodzieski. W kadencji tej pracował w komisjach: budżetowej, prawniczej i regulaminowej.
W 1937 roku został prezesem miejskiej organizacji OZN w Bydgoszczy
Brał udział w kampanii wrześniowej, w 1940 roku wyjechał do Warszawy, gdzie pracował w strukturach ZWZ-AK. Został aresztowany w czasie powstania warszawskiego i wywieziony do obozu koncentracyjnego Gross Rosen, gdzie zmarł.

## Odznaczenia
- Krzyż Niepodległości (1933)
- Wielkopolski Krzyż Powstańczy – pośmiertnie (1959)[4].

## Życie rodzinne
Był synem Antoniego (nauczyciela gimnazjalnego) i Zofii z domu Zborowskiej. Ożenił się ze Stefanią Fischoeder, miał dwoje dzieci: Izabelę i Zbigniewa.